# Shaksgam

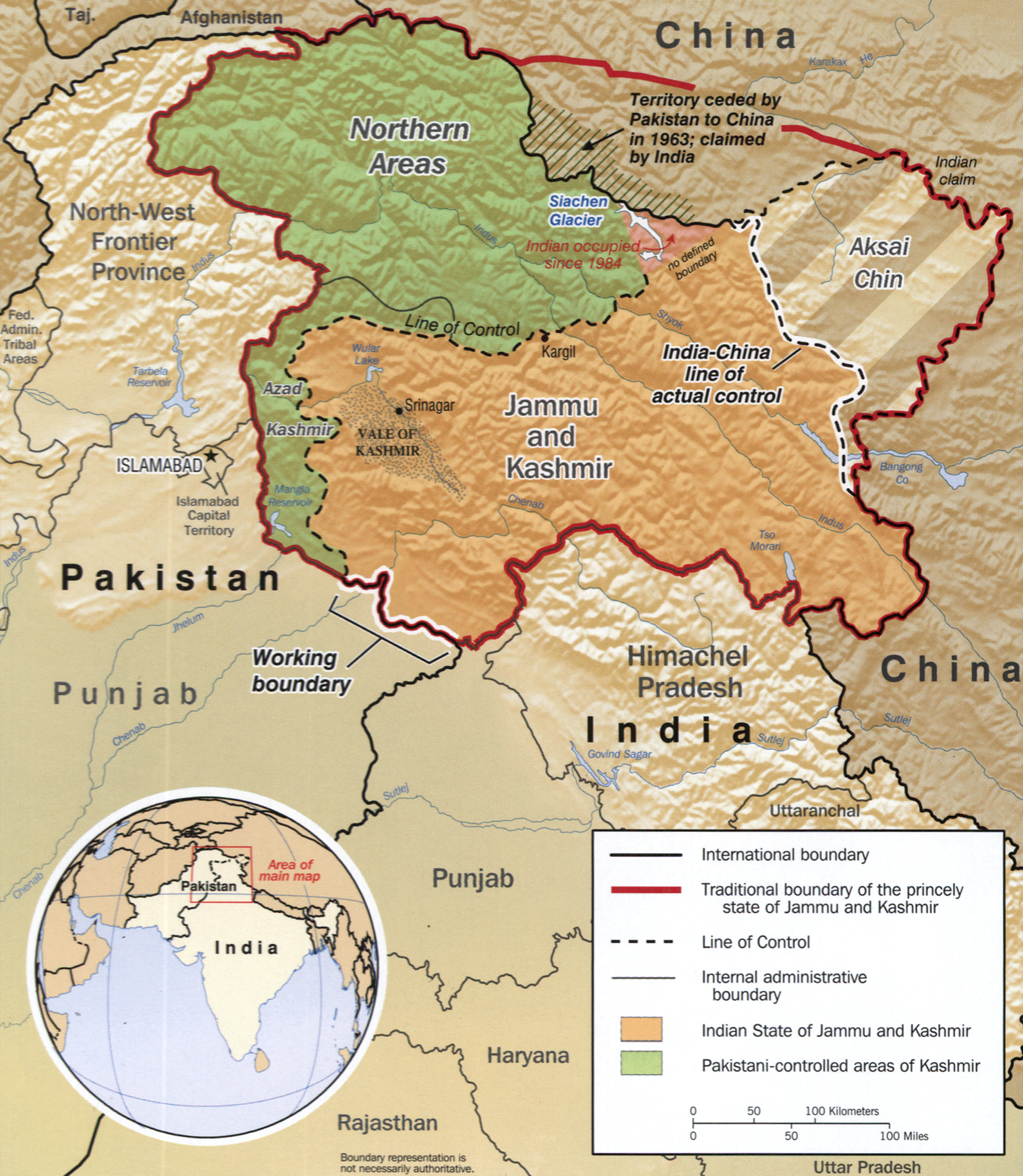
Kashmir

La Valle Shaksgam o Trans-Karakorum è un'area dello Xinjiang ricompresa nella regione del Kashmir. Amministrativamente appartiene alla prefettura di Kashgar.

## Storia
Prima del 1947 Shaksgam era formalmente controllata dal Maharaja del Kashmir. Nel 1887 venne portata a termine la prima spedizione nella valle di un "occidentale", Francis Younghusband.
Precedentemente controllato dal Pakistan, e parte della regione del Baltistan, venne ceduta alla Cina il 2 marzo 1963 mentre ancora non era stata risolta la disputa territoriale sul Kashmir. Per questo l'India non ha riconosciuto la cessione e ne rivendica il possesso.

## L'accordo di frontiera sino-pakistano
Nelle premesse dell'accordo si cita la volontà dei due Paesi di delimitare il confine in uno spirito di ragionevolezza e mutua comprensione, sulla base dei principi enunciati nella conferenza di Bandung, e col proposito non solo d'instaurare relazioni amichevoli ma anche di preservare la pace in Asia e nel mondo.
Il documento parte dalla considerazione che il confine tra il cinese Sinkiang e le aree contigue, in quel momento sotto il controllo pakistano, non era mai stato formalmente definito ed esprime il proposito di farlo in base ai confini tradizionalmente in uso e ad una logica di benefici reciproci. Quindi individua e descrive i punti principali attraversati dalla linea di confine e affida a una commissione congiunta la definizione del tracciato della frontiera nel dettaglio.
Venne sottoscritto dagli allora ministri degli esteri plenipotenziari dei due Paesi, il pakistano Zulfiqar Ali Bhutto e il cinese Chen Yi, ed entrò in vigore il giorno stesso della firme, il 2 marzo 1963.